# Comité olympique estonien
Le Comité olympique estonien (en estonien : Eesti Olümpiakomitee) est le comité national olympique de l'Estonie. Il représente le pays au Comité international olympique (CIO) et fédère les fédérations sportives estoniennes. Il fait partie des Comités olympiques européens.
Le comité est fondé en 1923 et reconnu par le CIO en 1924. À la suite de l'invasion du pays par l'Union soviétique en 1940, les athlètes estoniens concourent sous la bannière soviétique jusqu'en 1991 où le pays retrouve son indépendance. Le comité est de nouveau reconnu par le CIO le 11 novembre 1991.